# 緑牡蠣
緑牡蠣（みどりがき）は真牡蠣（まがき）で養生の方法によってエラが緑色になったもの。

## 解説
主にフランスで生産され、生牡蠣として食される人気の牡蠣である。フランスでは、海域において従来の方法で養殖された牡蠣を滅菌のために淡水の水田に移し更に約2週間養成してから出荷する。水田で養成されることで牡蠣が植物性プランクトン（珪藻類）を吸着してエラが緑色に着色したものである。出荷前に淡水池で養成することにより、滅菌するとともに味が良くなると言われている。
日本でも伊勢志摩の佐藤水産では、紫外線を当てた海水で滅菌する手法で特許を得て養殖している。佐藤水産の牡蠣は滅菌した海水を使用しているため、植物性プランクトンを吸着することはないので、緑牡蠣になることはない。